# Сюй Тэли
Сюй Тэли́ (кит. 徐特立, пиньинь Xú Tèlì; 1 февраля 1877 — 28 ноября 1968) — китайский политик, член КПК. Сюй был учителем Мао Цзэдуна, Цай Гасани и Тянь Ханя. В свое время Сюй был членом 7-го Центрального комитета Коммунистической партии Китая и 8-го Центрального комитета Коммунистической партии Китая.

## Биография

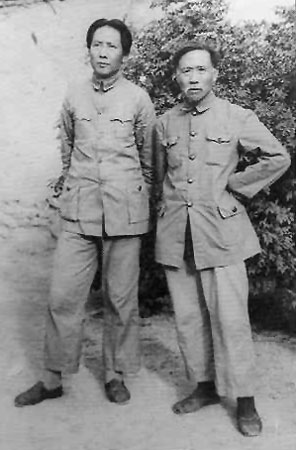
Сюй Тели и Мао Цзэдун в Яньане, 1936 год

Сюй Тэли родился в 1 февраля 1877 года в уезде Чанша провинции Хунань во времена империи Цин. Когда мальчику было четыре года, умерла его мать. В 1885 году, в возрасте девяти лет, Сюй был отправлен учиться в школу.
В восемнадцать лет Сюй создал свою частную школу и учил там детей. В 1911 году Сюй принял участие в Синьхайской революции и Восстании Хунань.
В 1912 году Сюй основал школу Чанша (в настоящее время это педагогический университет Чанша). В Парижском университете с 1919 года Сюй изучал естественные науки, побывал в Бельгии и Германии. В эту поездку Сюй впервые познакомился с Европейским обществом и его культурой. В июне 1924 года Сюй вернулся в Чанша, основал женскую школу Чанша и был её руководителем. В это же время Сюй преподавал в университете Хунань.
В 1927 году, во время белого террора, Сюй вступил в ряды Коммунистической партии Китая и принял участие в Наньчанском восстании. Высшее образование получил в СССР. В 1928 году его отправили учиться за счет правительства в Москву в Коммунистический университет трудящихся Китая.
В 1930 году Сюй вернулся в Китай и был назначен на должность министра образования Китайской Советской Республики — должность, которую он занимал до сентября 1937 года.
В 1934 году Сюй принял участие в Великом походе китайских коммунистов. С 1940 года Сюй работал президентом Академии естественных наук Ян Сиань. После основания Китайской Народной Республики Сюй был назначен вице-министром Отдела пропаганды ЦК КПК, а несколько дней спустя ушел со своего поста в отставку.
28 ноября 1968 года во время культурной революции Сюй умер в Пекине в возрасте 91 года.
Деятельность Сюй Тэли была оценена руководителями КПК. В 1937 году Мао Цзедун в письме Сюй, писал, что считает его своим учителем в прошлом, настоящем и будущем.
Чжоу Эньлай называл его «светом народа, славой партии», Чжу Дэ называл «современным святым».

## Личная жизнь
Сюй Тэли был женат на Сюн Чанчжоу (кит. 熊立诚 ). У них было четверо детей: Сюй Шужен (кит. 徐守珍 ), Сюй Шужен (кит. 徐 笃 本), Сюй Моцин (кит. 徐 陌 青 ), и Сюй Хубен (кит. 徐 厚 本).

## Труды
- Собрание сочинений Сюй Тэли
- Полное собрание сочинений Сюй Тэли